# Gilbert Duprez
Gilbert Louis Duprez, född 6 december 1806, död 23 september 1896, var en fransk operasångare (tenor) och sånglärare.
Duprez var elev till Alexandre-Étienne Choron. Han var 1836–1855 förste tenor vid Parisoperan och 1842–50 professor vid Pariskonservatoriet, samt grundade därefter en egen sångskola. Duprez har skrivit åtskilliga kompositioner, mer känd är dock hans självbiografi, Souvernirs d'un chanteur (1888), och i synnerhet hans sångskolor, L'art du chant (1845) och La mélodie (1873).